# Joan Mesquida
Joan Mesquida Ferrando (Felanich, Baleares, 6 de diciembre de 1962 - Palma de Mallorca, 19 de octubre de 2020) fue un político español. Funcionario público de profesión, a lo largo de su carrera ejerció diversos cargos públicos.

## Biografía
Se licenció en Ciencias Políticas y Sociología y en Derecho por la Universidad Complutense de Madrid. Trabajó en Arthur Andersen y Garrigues Andersen, fue subdirector y director del área económica del ayuntamiento de Calviá. En la V Legislatura fue diputado por el PSOE en el Parlamento de las Islas Baleares y consejero del Consejo Insular de Mallorca. Entre 1999 y 2003 fue Consejero de Hacienda y Presupuestos del Gobierno de las Islas Baleares  presidido por Francesc Antich.
En la política nacional ocupó los siguientes cargos:
- Director general de Infraestructuras del Ministerio de Defensa (mayo de 2004 - abril de 2006)
- Director general de la Guardia Civil (abril de 2006 - septiembre de 2006)[2]
- Director general del Cuerpo Nacional de Policía y de la Guardia Civil (septiembre de 2006 - 18 de abril de 2008)

En septiembre de 2006 se decidió unificar el mando de los dos cuerpos de seguridad, quedando Mesquida al frente del nuevo cargo. Durante su etapa al frente de los Cuerpos y Fuerzas de Seguridad del Estado tuvo un destacado papel en su lucha contra la organización terrorista ETA, que asesinó a cinco personas en ese periodo.
El 14 de abril de 2008 fue nombrado Secretario de Estado de Turismo. Dos años después el organismo sería transformado en Secretaría General de Turismo y Comercio Interior.
Elegido Diputado al Congreso por Baleares en las elecciones generales de abril de 2019. Fue designado portavoz adjunto de Ciudadanos en el Congreso. También fue portavoz en la Comisión de Interior y Vicepresidente segundo de la Comisión de Seguridad Nacional. En marzo de 2018 anunció que abandonaba su militancia en el PSOE, disconforme con la postura del partido ante el proceso independentista catalán y con la tendencia nacionalista que ha adoptado el PSOE balear. Unos meses después, participó en un acto público en Palma de Mallorca de la España Ciudadana. Oficializó su nueva militancia en Ciudadanos en agosto de 2019.
Falleció el 19 de octubre de 2020 a los 57 años a causa de cáncer, enfermedad que había anunciado públicamente que padecía en marzo de 2020. Recientemente había sido nombrado miembro nacional de la Ejecutiva de Ciudadanos de parte de Inés Arrimadas.

## Cargos desempeñados
- Consejero de Hacienda y Presupuestos de Baleares (1999-2003).
- Consejero de Innovación y Energía de Baleares (1999-2000).
- Diputado por Mallorca del Parlamento Balear (2003-2004).
- Director general de Infraestructura de Defensa (2004-2006).
- Director general de la Policía y la Guardia Civil (2006-2008).
- Secretario de Estado de Turismo (2008-2010).
- Secretario general de Turismo y Comercio Interior (2010-2012)
- Diputado de Ciudadanos en el Congreso por las Islas Baleares XIII Legislatura

## Condecoraciones
- Oficial de la Legión de Honor de Francia.
- Medalla de honor de la Policía Nacional de Francia.
- Medalla de oro de los Carabinieri de Italia.
- Estrella Cívica de Colombia.
- Gran cruz de la Orden del Mérito Civil de España.
- Medalla de plata de la Policía Nacional de España
- Cruz de plata de la Guardia Civil Española